# أدريانا كارمونا
أدريانا كارمونا (بالإسبانية: Adriana Carmona) هي لاعبة تايكوندو فنزويلية، ولدت في 3 ديسمبر 1972 في بويرتو لا كروز في فنزويلا.

## وصلات خارجية
- أدريانا كارمونا على موقع TaekwondoData.com (الإنجليزية)
- أدريانا كارمونا على موقع اللجنة الأولمبية الدولية (الإنجليزية)
- أدريانا كارمونا على موقع أوليمبيديا (الإنجليزية)